# 98 Ianta
Ianta (asteroide 98) é um asteroide da cintura principal com um diâmetro de 104,45 quilómetros, a 2,17546895 UA. Possui uma excentricidade de 0,18960061 e um período orbital de 1 606,46 dias (4,4 anos).
Ianta' tem uma velocidade orbital média de 18,17882688 km/s e uma inclinação de 15,61380345º.
Este asteroide foi descoberto em 18 de abril de 1868 por Christian Peters. Foi nomeada em homenagem à oceânide Ianta.